# Visby vattentorn
Visby vattentorn är ett vattentorn i Gotlands kommun, beläget i Visby. Det är 42 meter högt. Det började byggas 1923 och stod klart 1925.